# Johann Franz von Kaiserstein

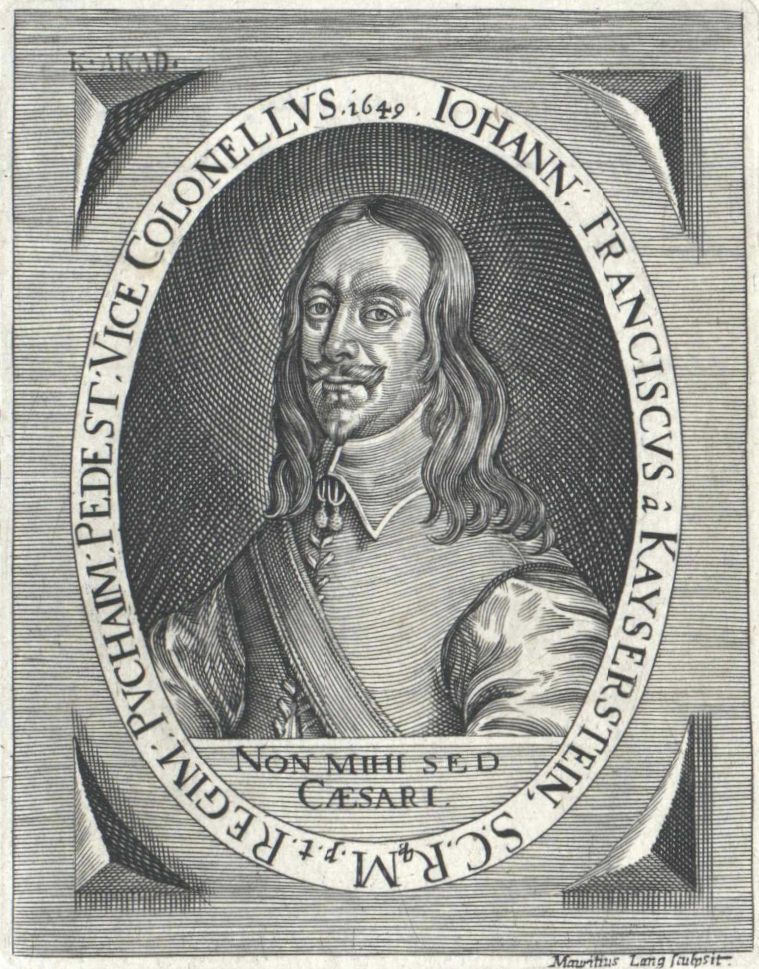
Johann Franz von Kaiserstein (bei Mauritius Lang, 1649)

Johann Franz von Kaiserstein (* 15. September 1621 in Wien; † 22. Mai 1690 in Prag) war ein österreichischer Militär. Er war seit 1671 Stadtkommandant von Prag und ab 1682 kaiserlicher Feldzeugmeister.

## Leben
Johann Franz von Kaiserstein entstammte dem österreichischen Adelsgeschlecht Kaiserstein und war zweitgeborener Sohn von Thomas Helfried I. von Kaiserstein. Er machte seit 1642 Karriere beim österreichischen Militär und war seit 1659 Inhaber eines Infanterieregiments. Ab 28. April 1664 war er Generalfeldwachtmeister, ab 29. Oktober 1672 Feldmarschallleutnant und ab 5. Mai 1682 Feldzeugmeister. Er war seit 1673 Herr auf Starkstadt und begründete eine böhmische Linie der Kaiserstein. Er starb 1690 in Prag.
Sein erster Sohn Helfried Franz gelangte durch die Heirat mit Franziska Blandina von der Kron an das Erbe deren Onkels, des kaiserlichen Feldmarschallleutnants und früheren Prager Stadtkommandanten Jan van der Croon. Dessen früheres Haus am Kleinseitner Ring in Prag ließ Helfried Franz zum heute noch existierenden Palais Kaiserstein umbauen.

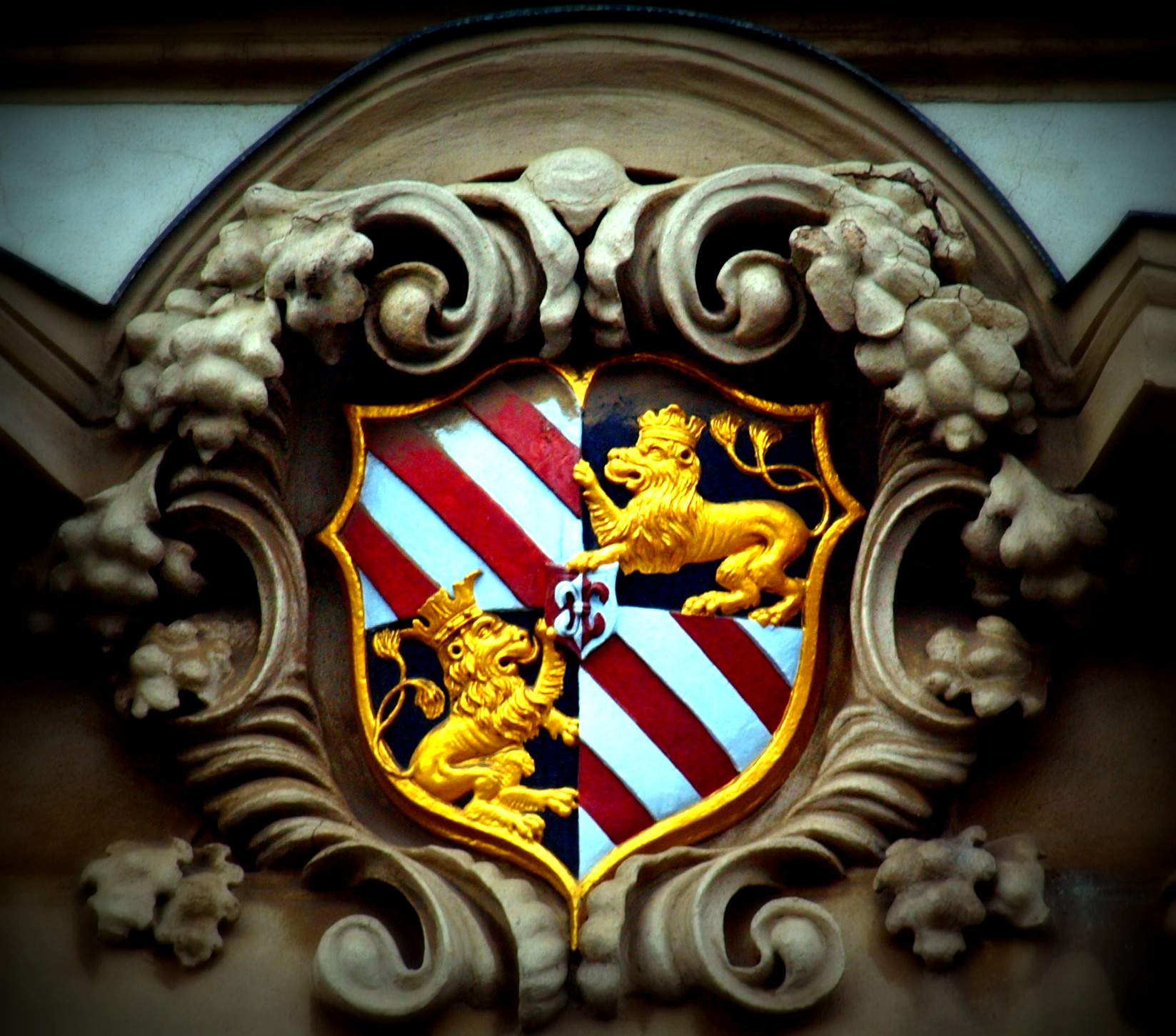
Wappen am Prager Palais Kaiserstein

## Nachkommen
Er war verheiratet mit Marie Elisabeth Skurowsky von Skurow († 1673),
1. Helfried Franz († 1701), Landrechtsbeisitzer in Prag, kaiserlicher Kämmerer, Herr auf Starkstadt, Woleschna, Katzow und Sabielitz, Besitzer von Schlum und Radikowitz, verheiratet mit Franziska Blandina von der Kron, Erbin von Zahorzan[3]
  1. Barbara Margarethe († 1722), verheiratet 1702 mit Leopold Wilhelm von Waldstein[3]
  2. Maria Ludmilla Eva († 1714), verheiratet mit Peter Ernst von Mollart (1676–1722)[3][5]
  3. Maria Anna Renata, verheiratet mit Wolfgang von Kaiserstein († 1706)[3]
2. Johann Baptist († 1707), Herr von Schleb, 1706 Administrator von Starkstadt, verheiratet 1691 mit Auguste Eleonore Freifrau von Venningen[6]
  1. Johann Franz Wenzel († 1761), Herr auf Starkstadt, huldigte 1742 dem Wittelsbacher Kaiser Karl VII., daraufhin wurden sein böhmischer Besitz vorübergehend eingezogen und seine Titel aberkannt, 1743 bayrischer Generalkriegskommissar und Feldzeugmeister, 1744 von Karl VII. in den Reichsgrafenstand erhoben, in Bayern Herr von Schloss Hexenagger. Verheiratet 1727 mit (1.) Marie Antonie Gräfin von Mansfeld († 1749) und 1749 mit (2.) Marie Felicitas Preysing[7]
    1. (1.) Johann Anton Franz († 1769), bayerischer Kämmerer und Oberstwachtmeister, Herr auf Starkstadt, verheiratet mit Franziska von der Wahl († 1767), Linie erloschen[7]
      1. Heinrich Anton Aloys Cajetan Maria (*/† 1764)[7]

  2. Marie Anna[6]
  3. Marie Therese[6]
3. Marie Katharine Herula, ledig verstorben[3]
4. Marie Therese Antonie, verheiratet mit (1.) Albert Georg Graf Woracziczky von Pabienitz († 1687) und (2.) Ferdinand Ernst Graf von Herberstein[3]